# (10094) Eijikato
(10094) Eijikato – planetoida z grupy pasa głównego asteroid okrążająca Słońce w ciągu 4 lat i 53 dni w średniej odległości 2,58 j.a. Została odkryta 20 lutego 1991 roku. Przed nadaniem nazwy planetoida nosiła oznaczenie tymczasowe (10094) 1991 DK.